# 王薇 (台灣主播)
王薇（1975年3月10日—），前台灣公廣集團中華電視公司（華視）的新聞主播。畢業於美國哥倫比亞大學大眾傳播學系、國立台灣科技大學管理學院（EMBA班）。
中國電視公司（中視）新聞部已故導播王廣玉（2021年逝世）是王薇的乾媽。因此，王薇從國小二、三年級開始就有機會跟著王廣玉赴中視上班，一度加入中視兒童合唱團，也曾幫中視新聞當家主播沈春華推讀稿機，得以近距離看沈春華播報新聞。
在家人的鼓勵之下，王薇赴哥倫比亞大學攻讀大眾傳播學士學位。王薇返回台灣之後，考進中視新聞，擔任王育誠主持的新聞雜誌節目《社會秘密檔案》的特約記者。
王薇離開中視新聞之後，進入東森電視新聞部，正式展開記者生涯，主跑財經新聞。王薇首次上台，是與東森氣象主播俞川心共同播報氣象，以俏麗模樣獲得觀眾注意。王薇離開東森新聞後，轉戰TVBS新聞部擔任資深醫藥記者，並在華視擔任《華視晚間新聞》主播、《華視新聞雜誌》主持人。2009年12月底，王薇離開華視，結束12年的電視媒體生涯。

## 學歷
- 美國哥倫比亞大學大眾傳播學系
- 國立台灣科技大學管理學院（EMBA班）

## 經歷
- 中視兒童合唱團團員
- 中視特約記者
- 東森新聞台氣象主播
- 三立新聞台記者兼任主播
- 無線衛星電視台（TVBS）記者兼任主播
- 華視記者、主播、主持人、新聞部採編中心副主任
- 中國文化大學新聞學系華岡電視台電視主播大賽評審
- 美兆集團公共事務暨行銷宣傳總監
- 美兆集團行銷長
- 美兆集團台灣公司副總經理
- 美兆集團台灣公司總經理

## 曾主持或主播過的節目
| 年份 | 頻道 | 節目             | 備註 |
| ---- | ---- | ---------------- | ---- |
|      | 華視 | 《華視晚間新聞》 | 主播 |
|      | 華視 | 《華視新聞雜誌》 |      |
|      | 華視 | 《職場達人SHOW》 | 主持 |

## 資料來源
1. ↑  2006年4月12日《星報》：〈幫沈春華推稿 改變王薇一生〉
2. ↑  .   [2009-08-03]. （原始内容存档于2009-08-02）.
3. ↑  .   [2007-05-12]. （原始内容存档于2007-04-02）.